# Karl Habsburg-Lothringen
Karl Thomas Robert Maria Franziskus Georg Bahnam Habsburg-Lothringen (sinh ngày 11 tháng 1 năm 1961), đôi khi được gọi tắt là Karl von Habsburg, hoặc được biết với danh vị Đại vương công Karl của Áo (tiếng Đức: Erzherzog Karl von Österreich), là một nhà chính trị của Áo. Hiện tại, ông là người đứng đầu nhà Habsburg. Sinh ra ở Starnberg, Bayern, Đức, ông là con trai của Otto von Habsburg - vị thái tử cuối cùng của Đế quốc Áo-Hung - và công chúa Regina của Saxe-Meiningen, và cháu nội của vị hoàng đế Áo cuối cùng, Karl I của Đế quốc Áo-Hung.